# WMVP
WMVP ist eine US-amerikanische Clear Channel Station aus Chicago, Illinois, die lokale und nationale Sport-Talkshows sendet. Die Station gehört zur ABC Inc.

## Übertragungsrechte
WMVP hält die Übertragungsrechte an der Eishockeymannschaft Chicago Wolves. Zudem überträgt sie American Football und Basketball Spiele der Northwestern Wildcats, sofern dieses der Sender WGN nicht übernimmt.

## Geschichte
Der Sender wurde 1926 als Station der Gewerkschaft Chicago Federation of Labor gegründet und sendete als The Voice of Labor bis 1978.
Anschließend wurde der Sender von einer christlichen Radiogesellschaft gekauft und fast zehn Jahre lang betrieben. Ab 1988 änderte die Station ihren Namen auf WLUP und ergänzte damit das Programm der schon lange existierenden UKW-Schwesterstation WLUP-FM.
1993 wurden die beiden Stationen von ABC Inc. in WMVP bzw. WMVP-FM umbenannt und zum Sport-Talk-Radio umdefiniert.